# 이사공
이사공(李思恭, ? ~ 886년)은 중국 당나라 말기의 탕구트(당항)계 군벌로, 황소의 농민 대반란군과 맞서 싸운 공로로, 정난군(定難軍, 본부는 지금의 섬서성 유림시에 있었다)을 그곳의 절도사로서 보유할 수 있게 되었다. 그 직위는 그의 가문에 대대로 전해지게 되었고, 최후에는 11세기에서 13세기에 걸쳐 존속한 탕구트계 국가인 서하의 기반을 이루게 되었다. 본명은 탁발사공(拓跋思恭)으로, 당나라의 국성인 이씨 성을 하사받아 이사공으로 개성, 개명하였다. 생전 최종 작위는 하국공(夏國公).

## 생애

### 배경
평하번락사를 지낸 탁발중건(拓跋重建)의 아들이다. 본래 하주(夏州, 現 산시성 정변북(靖边北))의 부장(副將)으로 복무했으며, 함통(咸通, 860년 ~ 874년) 말기 유주자사(宥州刺史)를 자칭하였다.

### 대황소전역
당시는 황소가 황소의 난을 일으킨 시기로, 황소가 장안에 입성하자 이효창(李孝昌)과 함께 황소를 멸할 것을 맹세하자 당 희종은 탁발사공을 좌무위장군(左武衛將軍)에 임명하였다. 이후 황소에게 격파당하자 정전(鄭佃)과 연합하여 군대를 주둔시켜 황제군(黃齊軍)을 막는 데에 힘썼다.
882년, 희종에게 공로를 인정받아 도통(都統), 검교사공(檢校司空), 동중서문하평장사(同中書門下平章事)에 임명되었다. 이후 경조윤(京兆尹)으로 진급하였으며 황소의 난이 진압되자 태자태부에 임명되었고 이씨 성을 사성받아 이사공(李思恭)이 되었다. 또한 하국공(夏國公)으로 책봉되어 하주절도사(夏州節度使)가 되었는데 이것이 서하 황조의 전신이 되는 정권의 시작이였다.

### 사망
886년, 사양왕 이온 세력이 반란을 일으키자 희종은 이사공에게 출격명령을 내렸으나 이사공이 그 시기에 사망하여 군대를 보내지 못했다. 이후 이사공의 작위는 동생인 이사간이 895년 계승하여 서하의 2대 군주로 즉위하였다.

### 내용주
1. ↑  《신당서》의 서역열전 상편의 당항 조에는 이사공이 황위 요구자인 양왕 이온에 맞서 군대를 일으키기도 전에 사망하였다고 되어 있다.[1] 이온이 886년에 당나라의 황위를 주장하였다가 887년 새해 무렵에 패망하였기 때문에, 그것은 이사공이 886년에 사망하였다는 것을 의미하지만, 그것은 완전히 명확하지는 않다.

### 참조주
1. 1 2  《신당서》, 권221(상).

| 전임 제갈상 (하수절도사가 정난군으로 군호 변경) | 정난군(定難軍)절도사 881년 ~ 886년 | 후임 이사간 |